# Chiesa della Natività di Maria Vergine (Talamona)
La chiesa della Natività di Maria Vergine è una chiesa parrocchiale di Talamona, in Lombardia.

## Storia

### La chiesa di Talamona fino al 1900
Feliciano Ninguarda, che fu vescovo di Como dal 1588 al 1595, negli Atti della visita pastorale da lui compiuta in Valtellina, definiva la chiesa parrocchiale di Talamona "... elegantissime constructa, et optime ornata... " "costruita elegantissima e ottimamente ornata". Ancora lo stesso vescovo scriveva:
"Con il passare del tempo la comunità di Talamona adornò quella chiesa assai grande non solo con immagini e pitture, ma anche con suppellettili e calici e altre cose del genere in maniera tale che se ne trovano poche di simili in tutta la Valtellina".
Il suo successore, Filippo Archinti, vescovo di Como dal 1595 al 1621, visitò la parrocchia di Talamona il 29 dicembre 1614 e lasciò questa descrizione della chiesa parrocchiale:
"Questa chiesa è consacrata e il giorno della consacrazione è il 7 gennaio. È formata da un'unica grande navata e otto cappelle, quattro da entrambi i lati. Copertura in assito ben connesso, sostenuta da tre archi dipinti. Pareti in parte dipinte e in parte imbiancate. Pavimento in cotto.
La facciata della chiesa è in parte occupata: in alto c'è l'oratorio dei confratelli della beata Maria vergine. Dalle finestre si vede in chiesa; manca la legittima fondazione. In questa (facciata) c'è la porta maggiore. Ci sono due altre porte laterali, tutte con le acquasantiere. Nella chiesa ci sono sepolture, ma non sono in uso; si seppellisce, infatti, nel cimitero, coperto e ben recintato, fuori dalla chiesa."
La lettura di questi atti vescovili suona lusinghiera per Talamona: chiesa grande, bella, accuratamente compiuta e rifinita.
Una relazione del prevosto Giuseppe Cotta, redatta in occasione del suo ingresso nella parrocchia di Talamona, recita:
"Nella qualità di Proposto Coadiutore con la futura successione il Proposto Giuseppe Cotta di Morbegno è entrato nel regime di questa Parrocchia il 24 dicembre 1770.
In seguito ho esaminato bene lo stato di questa Parrocchia ed ho trovato bisogni e necessità di eseguire i disegni de fogli seguenti, con l'auto del Signore e del popolo”.
In centocinquant'anni le sorti della chiesa erano mutate. Le vicende storiche, i fenomeni meteorologici e forse l'incuria delle persone avevano ridotto la chiesa in condizioni assai diverse da quelle descritte dai vescovi Ninguarda e Archinti.
Il Prevosto Cotta diede mano a grandi lavori intorno agli edifici parrocchiali.
La descrizione che egli stesse redasse ne è eloquente prova:
"Mi è riuscito a far restaurare la chiesa e per sopire alcune contraddizioni un solo benefattore ha offerto tutta la calcina. Si è fatta un'alzata di braza diciotto e coperti di un tetto veramente forte, molti furono i benefattori.
Il popolo ben unito ha provveduto sabbia, sassi, legnami. Ha fatto molto".
Il tema dell'unità del popolo, così ben evidenziato, sarà una costante che accompagnerà i lavori riguardanti la chiesa di Talamona da quei tempi fino ai nostri giorni.
"Coro della Chiesa Parrocchiale L'ho fatto alzare in proporzione della chiesa, con volto maestoso, stuccato e dipinto. L'ho reso chiaro con belle finestre. L'ho esteso con un semicircolo.
Ho fatto dipingere il quadro della Natività di M.V.: a spese da me procurate, dal fu Sig. Can.co Ottini.
Ho fatto dipingere i quadri laterali contornati di stucchi.
Ho fatto contornare di marmo le due laterali portine.
Ho fatto scavare due nicchie laterali con suoi contorni di marmo, una per le sedie de celebranti, l'altro per ripostiglio de paliotti e depositi di SS. Reliquie.
Ho fatto fare la balaustra di marmo e il suolo tutto di pietra.
Ho fatto collocare all'ingresso del Sagrato le due colonne di marmo con la sua cancellata di ferro, che prima esisteva all'ingresso dell'Oratorio.
Un trono maestoso per la statua di M.V.: vestita a ricamo con manto di brocato d'oro e altri ornati.”.
Il Coro della chiesa parrocchiale di allora è l'attuale Sacrestia, dove è possibile ammirare ancor oggi i lavori sopra illustrati. Al centro dell'arco che univa il presbiterio alla vecchia navata, visibile ancor oggi, entro un cartiglio in stucco, è scritto: "Proposito Cotta- Edito anno 1799" "Edificato dal Prevosto Cotta nell'anno 1779". Successivamente in una nota dell'arciprete Ciaponi, si legge che, in occasione delle Missioni del 1874, "attesa la piccolezza della Chiesa, i primi otto giorni furono assegnati agli uomini e gli altri otto per le donne".
È questo il primo documento attestante che la chiesa parrocchiale, a meno di un secolo dall'ampliamento del prevosto Cotta, era diventata "piccola" e incapace di contenere il popolo talamonese. Quattro anni dopo, il 26 marzo 1878, ci fu la visita pastorale del vescovo Pietro Carsana il quale il 25 giugno dello stesso anno emetteva da Como il decreto seguente:
"Pietro Carsana per la Grazia di Dio e della S. Sede Apostolica Vescovo di Como nella Visita Pastorale da noi fatta alla parrocchia arcipretale di Talamona il 26 marzo 1878 abbiamo dato, come diamo, le seguenti disposizioni:
"Essendo la chiesa parrocchiale insufficiente a contenere la numerosa popolazione, si esorta a voler provvedere a tale bisogno o col fabbricarne altra più ampia o coll'ampliare l'esistente che ha bisogno in qualche punto di essere restaurata.
Vogliamo che le cose prescritte col presente Decreto siano eseguite nel più breve termine possibile.
La successiva visita pastorale fu compiuta il 18 aprile 1893 da mons. Andrea Carlo Ferrari. Nel successivo decreto il vescovo Ferrari non accenna né scrive nulla in merito all'edificio della chiesa. Le disposizioni riguardano quasi esclusivamente la liturgia e la conservazione dei paramenti sacri.
Osservando però accuratamente il decreto del vescovo Carsana, al verso si legge una nota scritta dall'arciprete Ciaponi:
Disposizioni date da S. ecc. Mons. Vescovo Pietro Carsana per occasione della Visita Pastorale".
E, subito sotto, la penna del medesimo arciprete aggiunse: "E del suo successore nel 1893”.
Il vescovo Ferrari fu nominato cardinale da papa Leone XIII e in seguito trasferito da Corno a Milano.
Il suo successore, mons. Teodoro Valfrè di Bonzo venne a Talamona nei giorni 22, 23 e 24 maggio 1900 per la prima visita pastorale.
Il vescovo si era fatto precedere da un questionario recante 140 quesiti. La lettura delle risposte è assai interessante perché presenta la "fotografia" della Talamona di cento anni fa. All'inizio del Novecento a Talamona abitavano "2600 anime", distribuite nelle contrade denominate "Piazza, Ranciga, Salerbosta, Piantellina, Mazzoni, Torre, Civo, Casegiovanni, Serterio superiore, Serterio inferiore e Coseggio".
Oltre la parrocchiale nel territorio della Parrocchia sono menzionati sette oratori e cioè San Carlo, San Gerolamo, San Bernardo, San Gregorio, San Giorgio, San Domenico e San Giuseppe.

### Inizio del XX secolo
L'arciprete Ciaponi morì il giorno della Madonna di settembre dell'Anno Santo 1900. Dopo due anni, il 17 aprile 1902, il canonico Pietro Uboldi, che aveva retto la vacanza della parrocchia come economo spirituale, fu nominato parroco arciprete. Il nuovo parroco, che già conosceva il paese e il problema della chiesa parrocchiale, iniziò a studiare possibili soluzioni, non ultima quella del reperimento dei fondi necessari per intraprendere la nuova impresa. Una minuta, non datata né firmata, ma redatta inconfondibilmente da lui, illustra la situazione.
La lettera è indirizzata all'ordinario diocesano:
"Ill.mo e Rev.mo Monsignore. È da lunga pezza sentito in luogo e noto pure a codesto Ven. Ordinariato il bisogno estremo di ingrandimento di questa Chiesa Parrocchiale.
Con tutta la buona volontà e zelo del defunto Parroco non si poté venire a capo di nulla per la mancanza di unione tra i principali della Parrocchia e per deficienza di mezzi.
A ovviare in parte a quest'ultima difficoltà, e forse ad attenuare anche la prima, si presenterebbe ora una risorsa non indifferente. Si compirà tra breve il periodo di 25 anni dacché sull'Alpe Pedena, in Comune di Albaredo presso Morbegno, Alpe di proprietà indivisa dei benefici di S. Bernardo e di S. Gregorio in Talamona, fu eseguito il taglio del bosco, e se ne farà presto un altro.
Come già altra volta nel 1855 sotto di Mons. Vescovo Romanò, in identica occasione alla Chiesa che versava in grave penuria per bisogno di arredi sacri, fu concesso circa un sesto del ricavo del taglio, così al presente nell'immane necessità dell'ampliamento del Sacro edificio e nella scarsità dei mezzi pecuniari all'uopo, si muove calda e insistente preghiera, perché mentre provvidenzialmente sono vacanti gli anzidetti Benefici si voglia ottenere dalla competente autorità opportuno decreto che il ricavo dei primi due tagli sul bosco accennato sia devoluto di pieno diritto alla Chiesa per l'opera suddetta. Tale è il mio voto, e tale è pure il desiderio dei patroni e dell'intera popolazione.
Voglia la S. v: Ill.ma e R.ma accogliere in buona parte questa preghiera e dare quei suggerimenti che sono convenienti all'uopo.
Ringraziando, con tutto l'ossequio".
In fondo alla lettera compare, scritto a matita, un 1904, forse una probabile data.
La minuta di don Uboldi servì probabilmente come traccia per la lettera che i capifamiglia di Talamona inviarono al vescovo di Como:
"I sottoscritti Capi-famiglia, patroni attivi dei Benefici Coadiutorati Canonicali in cura d'anime sotto il titolo di S. Bernardo, S. Gregorio, ecc. per quanto spetta desiderano e chiedono che... il ricavo dell'imminente taglio del bosco di Pedena resti destinato a provvedere all'ingrandimento o rifabbrica della Chiesa Arcipretale, coll'onere di riparare preventivamente le cascine ecc. di Pedena e riparare pure decorosamente le case dei Beneficiati.
Quanto all'ingrandimento della Chiesa Parrocchiale fanno osservare come esso è reclamato dall'igiene pubblica e dai bisogni della cresciuta popolazione, e come questa non attende se non il sussidio in parola per unirsi animata all'impresa, concorrendo poi efficacemente colla prestazione gratuita di mano d'opera nello scavo dei fondamenti, nel trasporto sul luogo di pietre, sabbie, legnami e altri materiali occorrenti, e altre oblazioni in denaro, insufficienti per sé alla portata dell'opera.
Fiduciosi che per l'ineluttabile necessità delle cose, la presente venga presa in benigna considerazione, esprimono all'E. V. i sensi d'ogni osservanza.
Talamona, addì 19 gennaio 1905
L'anno successivo, nei giorni 7, 8 e 9 settembre 1907, il nuovo vescovo compì la prima visita pastorale a Talamona e celebrò solennemente la festa patronale della Natività della Madonna pontificando la S. Messa, come si legge sull'effemeride in archivio.
Tornato a Como, e senza dubbio in precedenza informato della situazione dal clero talamonese, il vescovo prese in mano l'incartamento che era stato inviato in Curia due anni prima.
Il primo provvedimento fu di nominare i titolari dei benefici vacanti, ai quali poter poi chiedere il parere richiesto per inoltrare a Roma, per l'approvazione definitiva, tutto il carteggio.
Negli anni 1911-1913 veniva edificato l'oratorio, rimasto tale fino al 1994.
Il 17 febbraio 1916 ebbe inizio la raccolta delle offerte per la costruzione della nuova chiesa. Dal Turazza si evince che il progetto prescelto fu quello dell'architetto mons. Spirito Maria Chiappetta. La costruzione della nuova chiesa si iniziò il 25 marzo dell'Annunciazione, con la posa della prima pietra. Ancor oggi sul fastigio dell'abside si legge: "A MCMXX". La scelta del terreno su cui edificare il nuovo tempio era caduta da qualche tempo sulla vigna a nord della chiesa esistente.
Fino a non molti anni fa erano ancora parecchie le persone che ricordavano la domenicale processione "delle gerle": dopo i Vespri (anticipati per la bisogna all'una e mezza) una lunga serie di donne si snodava dal greto dell'Adda fino ai carri più vicini o addirittura fino alla chiesa, per portare una o più gerle con la sabbia che sarebbe servita per i lavori della settimana. Gli uomini, capeggiati da don Natale Fontana, scavavano nel fiume e trasportavano i sassi con i carri.
La costruzione della chiesa, come mostrano le foto dell'epoca, si svolse in due tempi: l'erezione della navata e delle cappelle laterali del nuovo edificio, fino all'innesto con la chiesa preesistente; poi, dopo aver messo mano all'antico edificio, furono costruiti il presbiterio e l'abside.
Le colonne furono trasportate a Talamona con la ferrovia e costarono complessivamente £.55.100.
Sulle colonne si leggono i nomi dei benefattori insigni. Mentre sorgeva la chiesa nuova emergeva anche il problema di come comportarsi con la vecchia chiesa parrocchiale.

### Il problema della vecchia chiesa parrocchiale
Mentre fervevano i lavori per il nuovo edificio sacro, che già si innalzava maestoso, si andava ponendo, sempre più accentuato, il problema della chiesa antica, "vecchia" nel gergo popolare dei nostri maggiori, che fino a pochi anni fa la ricordavano benissimo.
La chiesa era stata dichiarata "di importante interesse" ai sensi della legge 20 giugno 1909.
Dalla vecchia chiesa fu tolto tutto quello che avrebbe potuto servire: marmi e arredi, quadri e sacre suppellettili.
L'altare della Madonna, in ottimo stato, fu venduto alla parrocchia di Regoledo di Cosio e venne collocato nella nuova chiesa parrocchiale di Sant'Ambrogio.
Il resto della chiesa, salvi presbiterio e abside, fu demolito e il materiale derivato servì a fare la ripiena dell'attuale sagrato.
I vecchi raccontavano che furono recitate le preghiere previste dal Rituale Romanum e poi, in un silenzio di tomba, si iniziò la demolizione.
Con la vetusta e insigne chiesa scomparivano alcuni secoli di storia di Talamona; per tutti i presenti la chiesa rappresentava il luogo di vicende personali legate alla vita: il battesimo, il matrimonio e il funerale dei propri cari.

### La conclusione dei lavori, la consacrazione della chiesa e gli ultimi anni di don Giuseppe Cusini
Sul fastigio dell'abside attuale, a destra, si legge la lettera Ω (che indica il termine) e l'anno, scritto in numeri romani, MCMXXVII.

Nel 1927 terminarono i lavori che, dopo l'atterramento della navata della vecchia chiesa, avevano interessato l'innesto della navata già terminata nell'attuale presbiterio con l'arco retto dalle due colonne e l'abside.

Bisogna sottolineare qui che la navata, anche a causa delle strettezze economiche, venne edificata in misura molto inferiore al progetto dell'ing. Chiappetta che la prevedeva più alta di circa 6 metri, e questo si ripercuoterà negativamente sull'acustica della chiesa.

Della vecchia chiesa rimasero intatti il presbiterio e l'abside (quelli costruiti dal Prevosto Cotta). L'antica navata fu chiusa dal grande muro divisorio che oggi costituisce la parete ovest della sagrestia. 

L'altare maggiore fu trasportato nella nuova chiesa al punto di innesto del presbiterio con il coro. Questo lavoro richiese un adattamento dell'altare alle dimensioni del nuovo tempio. La parte centrale, con il tempietto di marmo, fu separata dalle parti terminali e fra esse furono collocate inserzioni di legno dipinto a finto marmo.
L'altare maggiore rimarrà così per cinquant'anni, fino ai lavori di ristrutturazione del presbiterio nel 1977. A ovest fu costruita anche la nuova sacrestia, sullo stile delle cappelle laterali, con un soppalco di legno tuttora esistente. Come porta di questo nuovo ambiente, che non diventerà mai sagrestia, ma deposito di arredi e statue, fu adattato il portone centrale della vecchia chiesa.

Nella zona presbiteriale della vecchia chiesa furono collocati i mobili della sagrestia precedente e due armadi in noce per riporre i paramenti sacri e le suppellettili; inoltre furono sistemati anche alcuni confessionali per gli uomini. 

Restarono al loro posto gli affreschi eseguiti al tempo del Cotta: la Natività della Vergine, entro fastosa cornice dorata, sulla parete di fondo; il Natale del Signore e il Ritrovamento di Gesù nel tempio sulle pareti nord e sud; l'Incoronazione della Vergine nel catino dell'abside; la Gloria della cupola e i quattro Evangelisti nei pennacchi sottostanti.

Al centro delle lesene affrescate rimasero anche, entro cornici di stucco, sei medaglioni affrescati, raffiguranti la Vergine, San Giovanni Battista, San Giuseppe, Sant' Andrea e altri due Santi, probabilmente Apostoli.

Questi affreschi, tuttora visibili, sarebbero bisognosi di restauro.

Rimasero anche le due porte, quella del campanile e quella che immetteva sulla piazza a sud, racchiuse in cornice di marmo e decorate da testine di angeli in stucco. 

Il pulpito della vecchia chiesa, staccato dalla parete, fu innalzato sotto l'arco davanti alla porta mediana della parete est. Per adattarlo alla nuova sistemazione fu costruita una predella da cui salivano quattro colonne e il dossale per sostenere il pergamo vero e proprio. Il dossale continuava, con la porta, fino al baldacchino.

Per ascendervi fu costruita una scala a chiocciola di legno, con ringhiera di ferro battuto; nello spazio ottenuto fra il dossale e le colonne vennero collocati i tre angeli di legno intagliato.

Le balaustre di marmo dei vecchi altari servirono per delimitare le cappelle laterali minori. Il vescovo di Como, mons. Adolfo Luigi Pagani, aveva indetto la visita pastorale e sul Bollettino Ufficiale della Diocesi aveva indicato la visita a Talamona nei giorni 29 e 30 giugno 1928, scrivendo anche che "così si potrà consacrare la nuova chiesa".

### Dal 1936 al 1978
Alla morte di don Cusini la vasta chiesa si era adornata e abbellita, ma restava ancora in gran parte incompleta. Nell'ottobre 1936 venne trasportato a Talamona l'altare maggiore della chiesa di San Rocco di Sondrio; questo altare fu collocato nella cappella mediana sinistra come altare del Sacro Cuore.

Negli anni dell'arciprete Lazzeri si realizzarono gli altari di Sant'Agnese, con una sottoscrizione delle Figlie di Maria e quello di San Luigi Gonzaga, donato, come si legge su una piccola targhetta di marmo a destra del medesimo altare, da "alcuni benefattori ignoti". 

Nel 1946, in seguito a un voto fatto nel periodo di guerra, venne acquistato il nuovo simulacro di Maria Bambina, titolare della parrocchia.
Nel 1968 i lavori proseguirono.

L'opera più impegnativa fu il rifacimento del tetto che dopo quaranta e più anni aveva bisogno di urgente attenzione.

In seguito fu sostituito il castello delle campane, collocandone uno in ferro anziché in legno e rimandando l'elettrificazione delle campane a tempi successivi.

Il 1º dicembre 1969 entrò in funzione il nuovo impianto di riscaldamento.
Nel 1971 fu compiuta la sistemazione dell'organo. Il monumentale apparato che si ergeva dietro l'altare maggiore e occupava tutta l'abside venne smontato e lo strumento, carico di anni e di incuria, fu sostituito da un moderno organo della ditta Balbiani-Bossi.

Seguirono la pavimentazione in porfido del sagrato e l'elettrificazione delle campane. Negli anni 1974-1977 i lavori interessarono le nuove vetrate, la sistemazione del presbiterio e la decorazione della chiesa. 

Le vetrate, fino allora -ad eccezione di due ora nell'abside- solo dipinte, vennero sostituite da vetrate a colori fusi, raffiguranti argomenti inerenti al luogo di collocazione. La loro descrizione sarà trattata più avanti, assieme agli ambienti della chiesa. La sistemazione del presbiterio richiese notevoli lavori. Dal vecchio altare maggiore furono asportati il tempietto, le aggiunte di legno risalenti ai tempi del trasporto dalla vecchia chiesa e la mensa.

In luogo del tempietto fu collocata la grande Croce processionale dei confratelli; l'altare fu completato in marmo e al posto della mensa, dopo aver elevato il Tabernacolo, fu collocata un'inserzione di marmo per poggiare i vasi sacri. Davanti all'altare, rialzate rispetto al presbiterio, furono eretti le sedi per i sacri ministri e il monumentale sedile, in marmo, sullo stile dell'altare retrostante, per il celebrante principale.

Al centro del nuovo presbiterio, tutto ribassato di un gradino rispetto al precedente, si eresse il nuovo altare con paliotto in rame, opera dello scultore Nani di Bergamo.

La domenica 1º maggio 1977 il vescovo di Como mons. Teresio Ferraroni consacrò solennemente il nuovo altare.
Davanti all'altare, sui lati del presbiterio, furono trasportati la vasca battesimale, a destra, e il pulpito, a sinistra. Sia per il nuovo battistero sia per il pulpito furono eseguiti gli opportuni adattamenti, mirati a evidenziare la pregevolezza dei manufatti e a consentire il miglior uso di entrambi per le sacre cerimonie. 

Nella primavera-estate del 1978 si diede mano alla decorazione della chiesa.

Al fondo fu eretta la bussola e alla sommità dell'arco che unisce la navata al presbiterio fu inserito un grandioso affresco del pittore Nani di Bergamo. Le decorazioni e le dorature furono eseguite dall'arch. Taragni, sempre di Bergamo. Il 3 settembre 1978, a cinquant'anni dalla consacrazione, la chiesa poteva dirsi finalmente portata a compimento.

## Descrizione

### Esterno
La mole della chiesa si innalza maestosa ed è visibile in modo particolare dalla zona nord di Talamona, dove ben si staglia sul declivio. Tutta la costruzione è in cemento, con soli giochi architettonici e, unica decorazione, un fastigio che la percorre sui lati e sull'abside.
Sul lato ovest di questo fastigio si legge, benché sbiadito:

"NATIVITAS TUA DEI GENETRIX VIRGO GAUDIUM ANNUNTIAVIT UNIVERSO MUNDO"

Sul lato nord:

"SUB TUUM PREAESIDIUM CONFUGIMUS SANCTA DEI GENETRIX"

Sul fastigio dell'abside:

"A = MCMXX - PAX CHRISTI - Q = MCMXVII"

Sul lato est:

"TOTA PULCHRA ES MARIA ET MACULA ORIGINALIS NON EST IN TE"-

#### Facciata
La facciata si presenta racchiusa da due torri, chiamate "torrette" che innalzandosi vanno restringendosi e terminano entrambe in una cella a colonnine binate su cui poggiano le cuspidi.

I due portali laterali affiancano il maggiore, tutti in rientranze del muro e sovrastati da un'ogiva priva di decorazione.

Sopra la porta mediana, ai fianchi della quale sono due croci della Consacrazione, al centro della facciata, è il grande rosone in cemento e alla sommità tredici edicole, sei per lato, e la centrale, più ampia. Anche queste edicole sono prive di decorazione.

Sopra l'edicola centrale è una grande Croce in cemento.

Ai lati della gradinata che sale dal sagrato, sono poste le due colonne recanti le statue del Redentore a sinistra e di San Michele Arcangelo a destra, provenienti dall'ingresso del precedente sagrato.

#### Lato ovest
Il lato ovest si affaccia sulla piazza IV Novembre e presenta tutto il movimento dei volumi della cappelle laterali e dell'ambiente che avrebbe dovuto costituire la nuova sagrestia. Su questo lato si aprono due porte. Quella a sud è intagliata.

#### Lato Sud
A sud, verso la piazza e l'imbocco di via Valenti, prospettano la parte finale della navata e l'abside.

Da questo lato la chiesa risulta molto bassa rispetto alla sede stradale, lo si può notare anche dall'altezza delle vetrate del coro.
A destra si vede il grande muro eretto per innestare la nuova costruzione alla precedente e chiudere l'antica navata per così delimitare la vecchia zona presbiteriale, oggi sacrestia.

#### Lato est
Il lato esterno a oriente, rivolto verso il campo sportivo e la casa arcipretale, presenta anche quanto rimane della vecchia chiesa.

La chiesa attuale, con il gioco delle cappelle e le due porte laterali (una intagliata) stacca notevolmente dalla vecchia abside con finestroni e dalla torre campanaria che si trova sul lato sinistra della testa dell'attuale navata e a nord dell'edificio preesistente.
Fra il campanile e l'abside era visibile, fino a trenta anni fa, uno dei finestroni alti della vecchia chiesa, in corrispondenza con quello che prospetta su via Gavazzeni.

La vecchia abside semicircolare, altissima, reca a metà altezza, di fronte alla casa arcipretale, la scritta cc 1779".
Il campanile si presenta come il risultato di molteplici lavori.

La torre dei tempi del Ninguarda è inglobata nell'attuale costruzione fino all'altezza dell'orologio; essa fu innalzata su progetto dell'Ing. Clemente Valenti, nella seconda metà del secolo XIX, quando si costruirono la nuova cella campanaria e la cuspide piramidale in mattoni.

Nel 1871 il campanile fu dotato di un nuovo concerto di 5 campane in do maggiore, opera della Fonderia Pruneri di Grosio, in sostituzione delle tre campane già esistenti.

L'ultimo restauro, per provvedere alla necessaria conservazione, è del 1998. 

In quell'occasione è riapparsa, sul quadrante nord dell'orologio, la precedente decorazione.

### Interni
L'interno della chiesa si presenta come una vastissima aula rettangolare nella quale si aprono quattro cappelle minori e tre maggiori. Le due cappelle laterali maggiori sono precedute da un falso transetto, separato dal corpo della chiesa da tre archi sorretti da due colonne monolitiche di granito.

La terza cappella maggiore, quella a sud, con il presbiterio e l'abside elevati di cinque gradini rispetto al piano della chiesa, è separata dalla navata da tre archi retti da due colonne. L'arcone sovrastante è affrescato con la Gloria della Vergine e i simboli della Chiesa trionfante, purgante e militante.

La controfacciata, alla quale è addossata la monumentale bussola moderna in cemento armato, porta al centro il grande rosone che raffigura la Santissima Trinità.

Sopra il portale mediano della bussola e sotto la cuspide che sale al rosone e che reca il monogramma mariano, è un dipinto in oro raffigurante la Natività della Madonna.

Quest'opera è stata eseguita dal pittore Nani di Bergamo nel 1977.

All'inizio della navata sono quattro vetrate raffiguranti le virtù cardinali.

A sinistra: la Temperanza con il simbolo della clessidra e la Fortezza con il simbolo del serpente.

A destra: la Prudenza con il simbolo dello specchio e la Giustizia con il simbolo della bilancia.

Al termine della navata, prima della gradinata, si trova la tomba di don Giuseppe Cusini, l'arciprete che edificò la chiesa.

#### Presbiterio ed abside
Il presbiterio si presenta ampio e solenne.

Il pavimento in marmo rosso con bordo in marmo nero reca alcuni rosoni in marmi colorati. Al centro, rialzato di un gradino, è collocato l'Altare degli Emigranti -chiamato così perché donato dai talamonesi emigrati all'estero- in serizzo ghiandone della VaI Masino, in parte lucidato e in parte bocciardato.

Davanti alla mensa è un paliotto in rame sbalzato raffigurante la scena del serpente di bronzo, eretto da Mosè nel deserto, come scrive il libro dell'Esodo.

Sotto la mensa, in una cripta racchiusa da moderna inferriata in ferro battuto, si trovano alcuni Reliquiari provenienti dalla mensa del precedente altare maggiore.
Alle spalle dell'altare, rialzata di tre gradini, è la sede in marmo per il celebrante e, a fianco, il gradone con le sedi per i ministranti.
Dietro ancora, sulla linea divisoria fra presbiterio e abside, si trova il vecchio altare maggiore che, in alcune parti, proviene dalla vecchia chiesa ed è datato 1796.

Sono del vecchio altare le parti terminali e la parte centrale, tranne l'inserzione in marmo posta sotto il Tabernacolo, che copre il posto occupato dalla precedente mensa.

La porta del tabernacolo, in rame sbalzato e dorato, porta, in argento e in rilievo, la figura dell'Immacolata Concezione, collocata sopra il globo, con la mezzaluna contornata di nuvole. Sopra la figura della Vergine, sempre in argento e in rilievo, è la Croce con al centro il simbolo dell'Eucaristia.

In alto, dove prima era un tempietto con sei colonnine corinzie, è stata collocata la grande Croce processionale dei confratelli, in legno intagliato e dorato, opera databile al sec. XVIII. L'abside retrostante, dove si trova l'organo, presenta sette vetrate. Le terminali a destra e sinistra provengono dalla prima decorazione della chiesa e raffigurano i santi Gioacchino e Anna, genitori della Madonna.

La vetrata centrale presenta il Cristo Risorto e le altre vetrate scene della vita della Madre di Dio, strettamente unita alla vita di Gesù. Da sinistra: l'Annunciazione, il Natale, la Deposizione dalla Croce e la Pentecoste.

Il catino dell'abside porta tre medaglioni a sfondo oro con rappresentate le tre virtù teologali e i loro simboli: la Speranza con l'ancora, la Fede con l'ostensorio, e la Carità con un cuore sormontato da una fiamma.

Attorno ai medaglioni, entro trifore dorate, sono affrescati dei gigli.
Al punto di congiunzione delle linee architettoniche che dividono in tanti spicchi la volta dell'abside è la mistica colomba, simbolo dello Spirito Santo, in stucco dorato.

Sulla volta del presbiterio ci sono quattro medaglioni affrescati con i simboli degli Evangelisti.
Le due vetrate prospicienti le sacrestie raffigurano la Chiesa, come una nave, quella a sinistra e l'Eucaristia, con i simboli del pane e della vite, quella a destra.

Ai lati del presbiterio si trovano i grandi affreschi che occupano tutta la parte sommitale delle pareti: a destra la Natività della Madonna, affresco diviso a metà dall'albero sbocciante in alto con la genealogia di Gesù Cristo; sul tronco, entro volute di pergamena dipinta, è la scritta "Et egreditur virga de radice Iesse" "Nascerà un germoglio dalla radice di Jesse". La figura di Jesse è al centro del groviglio di radici.

La porta sottostante, che immette nella sacrestia ovest, è l'antico. portone centrale della vecchia chiesa parrocchiale. Sulla parete sinistra è l'affresco dell'Annunciazione del Signore. Sotto, al centro della parete, entro edicola gotica trova posto l'armadietto per gli oli Sacri e, a destra, la porta della sacrestia. Gli affreschi del presbiterio, della volta, dei pennacchi e del catino dell'abside sono stati eseguiti dal pittore Carlo Morgari negli anni 1930-31.

#### Ambone
A sinistra del presbiterio, in posizione avanzata rispetto allo stesso, si trova l'ambone, per l'annuncio della Parola di Dio.

A sinistra, in fondo alla chiesa, detta ancor oggi" del Battistero", dove, nell'ancona, si conserva l'immagine di San Giovanni Battista mentre battezza Gesù nel Giordano.

La vasca è un monolito di marmo di Saltrio, lavorato a mano e con scolpita la data 1618 e poggia su piedistallo pure di marmo lavorato.

Il vescovo Archinti, negli atti della visita pastorale del 1614, dice: "Il fonte battesimale è nella cappella vicina all'altare di San Bartolomeo, a destra della porta principale... Vasca di marmo grande, da sistemare col tramezzo, come si è decretato nella Visita".

Negli atti della visita di mons. Valfrè, nel 1900, si legge:

«La vasca grandiosa del battistero è di marmo bianco di Saltrio; non divisa nel mezzo è tutta coperta da lastra di rame; ha il tabernacolo di noce rivestito internamente di bianco drappo, e coperto al di fuori dal conopeo.

L'usciolo è chiuso a chiave, che resta però in luogo apposito in sagrestia per essere a disposizione dei Sacerdoti.

Il recinto si tiene pulito per quanto relativamente è possibile, prendendovi ogni dì posto le donne, stante l'angustia della Chiesa.»

L'attuale battistero è completato da un gradone alto, a sinistra, dove è collocato il basamento per il cero pasquale. Questo gradone serve anche a staccare la zona dai gradini che dalla navata salgono al presbiterio.

Le vetrate a destra del battistero illustrano due Sacramenti dell'iniziazione cristiana: il Battesimo e la Cresima.

#### Cappella di San Luigi
L'altare, di fattura semplice, porta una piccola lapide, sul gradino a destra, con la scritta " Alcuni benefattori ignoti".
Al centro è una tela raffigurante San Luigi Gonzaga, in abito corale, con in mano il Crocifisso e ai piedi la corona e il drago.
Ai lati sono dipinti due angeli. Il paliotto e le altre parti dell'altare sono dipinti a finto marmo.
Luigi (Castiglione delle Stiviere, Mantova, 1568 - Roma 21 giugno 1591), rinunziando alla vita di corte in uno degli ambienti più fastosi della sua epoca, scelse la via della vita religiosa nella Compagnia di Gesù. Ebbe come giuda spirituale San Roberto Bellarmino. Esemplare per lo spirito di sacrificio ed il candore dei costumi, sigillò la sua breve testimonianza con la carità eroica al servizio degli appestati" (Dal Messale Romano).
Le tre vetrate raffigurano, entro medaglioni, opere di misericordia spirituale. Da sinistra: "Ammonire i peccatori", "Insegnare agli ignoranti", "Consigliare i dubbiosi".
Alla parete sud della cappella è appeso un quadro, affresco riportato su tela, proveniente dalla vecchia chiesa e attribuito al Valorsa, raffigurante la Vergine in trono fra Santa Marta e San Pietro Martire.
Alla parete nord sono due tempere del Valorsa raffiguranti scene della vita di San Giovanni Evangelista: "La risurrezione di Drusiana" e il martirio dell'Apostolo, immerso in una pentola di olio bollente.

#### Cappella del Sacro Cuore
L'altare di questa cappella laterale è l'antico altar maggiore in legno della chiesa di San Rocco a Sondrio, portato a Talamona per l'interessamento e con il contributo economico del talamonese mons. Giovanni Tirinzoni, allora Arciprete del capoluogo.
Sopra l'altare si innalza il tempietto che racchiude la statua del Sacro Cuore e che termina con una cupola decorata. Le cinque vetrate raffigurano in simboli stilizzati, alcune litanie del Sacro Cuore di Gesù. Da notare quella centrale, dove è raffigurata la Croce della Cima Pisello con la scritta "Cuor di Gesù, desiderio dei monti eterni.
Le quattro vetrate a destra e a sinistra presentano i Santi titolari delle chiese filiali di Talamona: San Carlo Borromeo, San Giorgio, San Gregorio e San Gerolamo.
Alla parete sud è un quadro, restaurato nel 1986 e attualmente privo di cornice, che raffigura la Presentazione della Vergine al Tempio.
Alla parete nord, proveniente dal soppresso oratorio di San Domenico, è un quadro con tre figure muliebri che reggono uno stendardo su cui è effigiato San Domenico di Guzman.

#### Cappella del Sacro Cuore e Cappella ex-Battistero
Questa cappella è dominata dalla monumentale ancona lignea in radica, in forma di grande nicchia arcata fiancheggiata da due colonnine scanalate, reggenti il complicato fastigio dalle linee sinuose e spezzate, sul quale, sopra uno specchio con testina alata, grava un altro piccolo fastigio mistilineo.
L'opera risale al secolo XVIII. Nel recettario del prevosto Cotta del 1770, nell'elenco delle migliorie apportate alla chiesa si trova, come ultima voce:
"Un'ancona bellissima al Battisterio".
Senza dubbio si tratta dell'ancona attuale. Il quadro del Battesimo di Gesù è chiara opera aggiunta: mal si inquadra e mal si intona con l'architettura dell'ancona.
Sulla parete sud due piccoli quadri con scene della vita di San Giovanni e di San Domenico.
Alla parete nord, dove si trova anche il Sacrario, due quadri con Sant' Elena e San Luigi di Francia e la lapide commemorativa della consacrazione della chiesa.
Le vetrate poste dietro l'ancona presentano le altre opere di misericordia spirituale: "Consolare gli affitti", "Perdonare le offese", "Sopportare pazientemente le persone moleste" e "Pregare Dio per i vivi e per i morti".